# Elphos procellosa
Elphos procellosa là một loài bướm đêm trong họ Geometridae.